# Quinto Valerio Faltón
Quinto Valerio Faltón (en latín, Quintus Valerius Q. f. P. n. Falto) fue un político y militar romano del siglo III a. C. Fue el primero en ocupar el cargo de pretor peregrino.

## Carrera pública
La razón para nombrar un segundo pretor fue que la guerra con Cartago requería de dos comandantes. Aulo Postumio Albino, uno de los cónsules para el año 242 a. C., por ser sacerdote de Marte, recibe la prohibición del pontifex maximus de abandonar la ciudad. 
Faltón fue segundo en el mando de la flota en ese año, el último de la primera guerra púnica, que los romanos habían despachado bajo el mando de Cayo Lutacio Cátulo contra los cartagineses en Sicilia. Después de que este quedara inhabilitado para el mando por una herida en el sitio de Drepanum, las funciones activas de la campaña recayeron en Faltón. Su conducta en la batalla de las Egadas contribuyó tanto a la victoria de los romanos que, al regreso de la flota, Faltón exigió compartir el triunfo con Cátulo. Su solicitud fue rechazada, en razón de que un magistrado con título inferior no podía tener la retribución del comandante en jefe. La controversia fue sometida a arbitraje y el árbitro, Atilio Calatino, decidió contra Faltón alegando que, como en el campo, las órdenes del cónsul tenían precedencia a las del pretor y como los auspicios del pretor, en caso de disputa, siempre eran inferiores a los del cónsul, por lo que el triunfo era exclusivamente una distinción para los magistrados consulares. El pueblo, sin embargo, pensó que Faltón merecía el honor y en consecuencia triunfó el 6 de octubre de 241 a. C. 
Faltón fue cónsul en 239 a. C.